# Kelsey (Manitoba)
Kelsey es un municipio rural canadiense situado en la provincia de Manitoba.

## Superficie
Kelsey tiene una superficie de 850,41 km².

## Demografía
En 2021, tenía 2181 habitantes, una densidad poblacional de 2,6 hab./km², y 1041 viviendas.